# The Fifth Avenue Bus
The Fifth Avenue bus is het tweede studioalbum van Jackson Heights.
De eerste versie van die band sneuvelde na het uitbrengen van het debuutalbum. Bandleider Lee Jackson brak vervolgens met manager en platenlabel Charisma Records en vertrok naar het noorden van Engeland. Hij verzamelde vervolgens een nieuwe muziekgroep om zich heen met plaatsgenoten, maar geen drummer. Het trio Lee Jackson, Lawrie Wright (toetsinstrumenten) en John McBurnie werd tijdens sommige optredens wel aangevuld met een drummer, Tony Connor van Audience. Om de geluidsopnamen in de geluidsstudio wat kracht bij te zetten werd Michael Giles van King Crimson ingehuurd. Opnamen vonden plaats in een afwijkende volgorde. Normaliter werden eerst bas en drums opgenomen, waarna vervolgens de melodielijnen volgden. Bij gebrek aan een vaste drummer werden de bas- en drumpartijen hier als laatste toegevoegd. Gedurende de opnamen werd Wright ziek, het zag er niet naar uit dat hij op korte tijd zou herstellen en Jackson haalde vervolgens Brian Chatton bij de band. Die samenstelling zou nog een aantal jaren voortbestaan.
Opnamen vonden plaats in de Trident Studio, Jackson zelf trad op als muziekproducent. Als geluidstechnici traden op David Hentschel en Ted Sharp. Ondanks veel optredens wist het album geen plaats te veroveren in albumlijsten. 
In 2010 kwam een heruitgave van het album uit via Esoteric Recordings.

## Musici
- Lee Jackson – basgitaar, akoestische gitaar, percussie, elektrische cello, zang
- John McBurnie – akoestische gitaar, zang, percussie
- Brian Chatton - toetsinstrumenten, waaronder hammondorgel en mellotron

Met
- Michael Giles – drumstel
- Roger McKew – gitaar op Laughing gear en Luxford (studiomuzikant, later in de band van Shakin' Stevens)
- Lawrie Wright – toetsinstrumenten op Long time dying, Sweet Hill tunnel en House in the country
- Dave Watts – piano op Laughing gear

## Muziek
| Nr. | Titel                                 | Duur |
| --- | ------------------------------------- | ---- |
| 1.  | Tramp (McBurnie)                      | 5:20 |
| 2.  | Dog got bitten (McBurnie)             | 5:20 |
| 3.  | Autumn brigade (McBurnie, Jackson)    | 4:32 |
| 4.  | Long time dying (Wright)              | 3:26 |
| 5.  | Sweet Hill tunnel (McBurnie, Jackson) | 8:43 |
| 6.  | Laughing gear (McBurnie)              | 2:44 |
| 7.  | House in the country (McBurnie)       | 3:20 |
| 8.  | Rent a friend (McBurnie)              | 3:38 |
| 9.  | Luxford (McBurnie)                    | 3:12 |
| 10. | Pastor Roger (McBurnie, Jackson)      | 6:09 |

Track Sweet Hill tunnel heeft in afwijking van de rest van de tracks een progressieve rockgeluid; het bevat een instrumentaal citaat uit Paint It Black van The Rolling Stones. 